# Annalena Baerbock
Annalena Charlotte Alma Baerbock (Hannover, 15 dicembre 1980) è una politica tedesca, dal 2018 al 2022 presidente del partito ambientalista Alleanza 90/I Verdi.
Dal 2013 è inoltre una deputata presso il Bundestag, il parlamento federale tedesco.
Dall'8 dicembre 2021 al 6 maggio 2025 ha ricoperto la carica di ministro degli affari esteri nel governo Scholz, prima donna ad assumere l'incarico.

## Biografia
Nasce ad Hannover, nello stato della Bassa Sassonia. Ha studiato dal 2000 al 2004 scienze politiche e diritto pubblico presso l'Università di Amburgo. Nel 2005 si è laureata con un master in diritto pubblico internazionale alla Scuola di Economia e Scienze Politiche di Londra. Nello stesso anno svolge un tirocinio presso l'Istituto britannico di Diritto internazionale e comparato. Dal 2005 al 2008 ha lavorato nell'ufficio dell'eurodeputata verde Elisabeth Schroedter. Dal 2008 al 2009, ha lavorato come consigliera per gli affari esteri e le politiche di sicurezza per il gruppo parlamentare del partito Alleanza 90/I Verdi al Bundestag.

### Carriera politica
Baerbock si è iscritta al partito Alleanza 90/I Verdi nel 2005. Nell'ottobre del 2008 è stata eletta nel consiglio di amministrazione della sezione di Brandeburgo del suo partito, per poi essere eletta presidente di tal consiglio, carica mantenuta fino al 2013. In più ha fatto parte del consiglio amministrativo del Partito Verde Europeo dal 2009 al 2012.

### Deputata del Bundestag
Baerbock si è candidata, senza successo, alle elezioni per il Bundestag nel 2009. Tuttavia riuscì ad essere eletta durante le elezioni del 2013. Durante il suo primo mandato, Baerbock ha fatto parte del Comitato per gli Affari economici ed energetici e del Comitato per gli Affari europei.
Ha anche presieduto all'interno del suo gruppo parlamentare le discussioni sulle politiche climatiche. Per questo motivo ha partecipato alla Convenzione quadro delle Nazioni Unite sui cambiamenti climatici a Varsavia (nel 2013), a Lima (nel 2014), a Parigi (nel 2015) e a Marrakech (nel 2016).

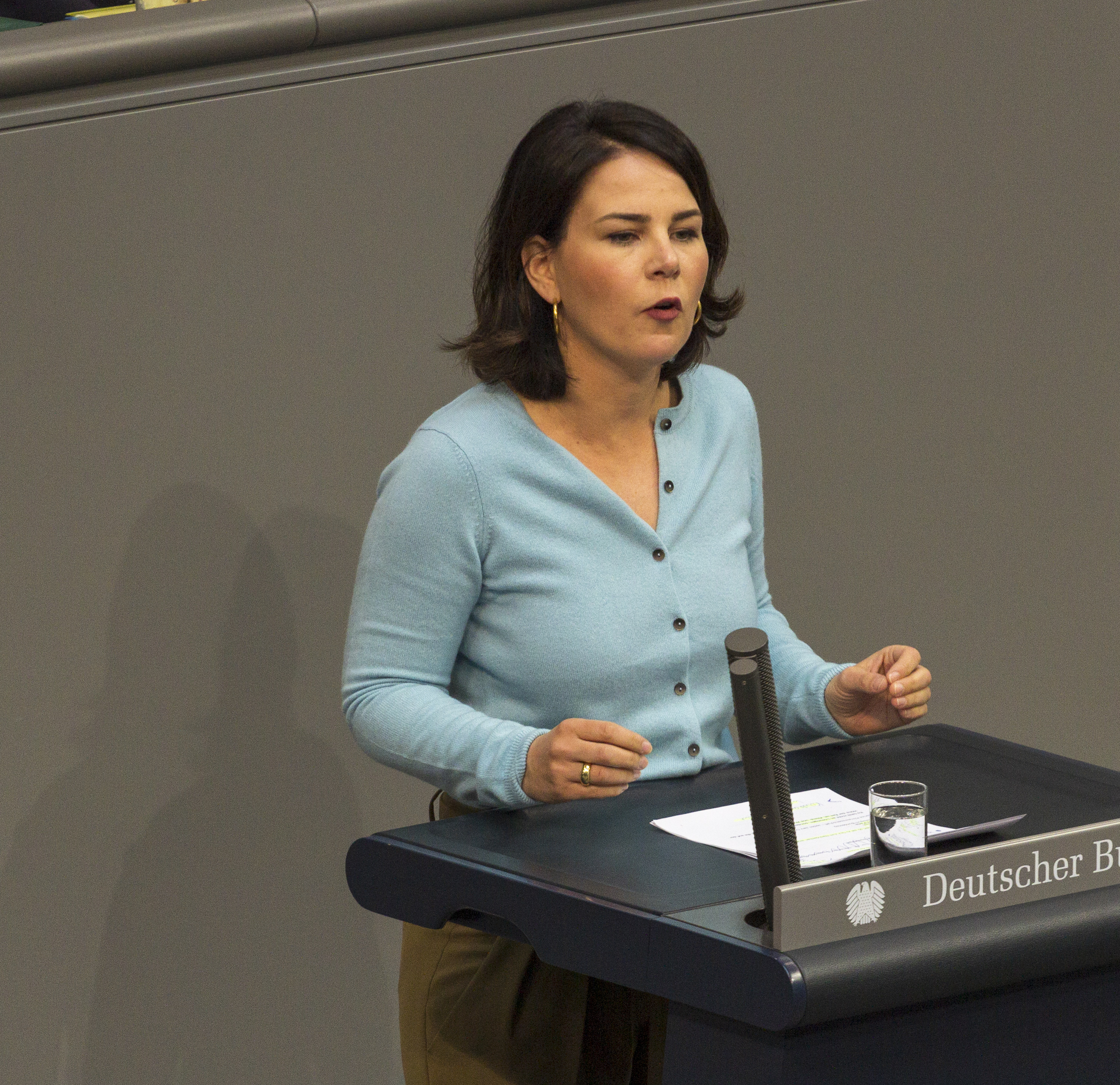
Annalena Baerbock al Bundestag nel 2019

Baerbock è stata anche vice-presidente del Circolo parlamentare per l'amicizia Berlino-Taipei. Durante le elezioni del 2017 è stata la candidata principale nello stato del Brandeburgo e fu nuovamente eletta. Dopo le tornate elettorali, Baerbock ha preso parte al team del Partito Verde per dialogare, benché senza successo, con la CDU/CSU e l'FDP affinché i verdi potessero entrare nella coalizione di governo.

### Co-presidente del Partito Verde
Nel gennaio 2018 Baerbock è stata eletta co-presidente federale del Partito Verde assieme a Robert Habeck con il 64% dei voti, più della sua sfidante Anja Piel. Ad una convention del partito nel 2019, è stata confermata (insieme a Habeck) per altri due anni di mandato con il 97,1%, il risultato più alto di sempre per una presidente del partito.

### Candidata a cancelliere (2021)
Il 19 aprile 2021 è stata scelta come candidata dei Verdi alle elezioni del 26 settembre per la Cancelleria che apre il dopo Merkel. Baerbock è la seconda donna dopo la Merkel a candidarsi per la più alta carica governativa. Il giorno delle elezioni, aveva solo 12 giorni in più di Guido Westerwelle nel 2002, il più giovane candidato cancelliere di sempre.
Il 12 giugno 2021, Baerbock è stata confermata come candidata a cancelliere dopo aver ricevuto il 98,5% del voto di conferma. Nelle elezioni federali tedesche del 2021, si è nuovamente candidata nella circoscrizione di Potsdam – Potsdam-Mittelmark II – Teltow-Fläming II, questa volta contro il collega candidato cancelliere Olaf Scholz. Ha perso il collegio elettorale contro Scholz per oltre 15.000 voti, ma è stata eletta al Bundestag attraverso la lista dei Verdi nel Brandeburgo.
Secondo studi condotti dal German Marshall Fund e dall'Institute for Strategic Dialogue, fonti statali tedesche e russe hanno preso di mira Baerbock con una grande quantità di disinformazione, da false ipotesi preconcette sui Verdi a sessismo esplicito.
Sotto la guida di Baerbock, i Verdi hanno ottenuto il 14,8% dei voti e 118 seggi al Bundestag, il miglior risultato nella storia del partito, ma la performance è stata considerata un po' 'deludente' in quanto è arrivato terzo dopo aver guidato alcuni sondaggi all'inizio dell'anno.

### Ministro degli esteri (2021-2025)

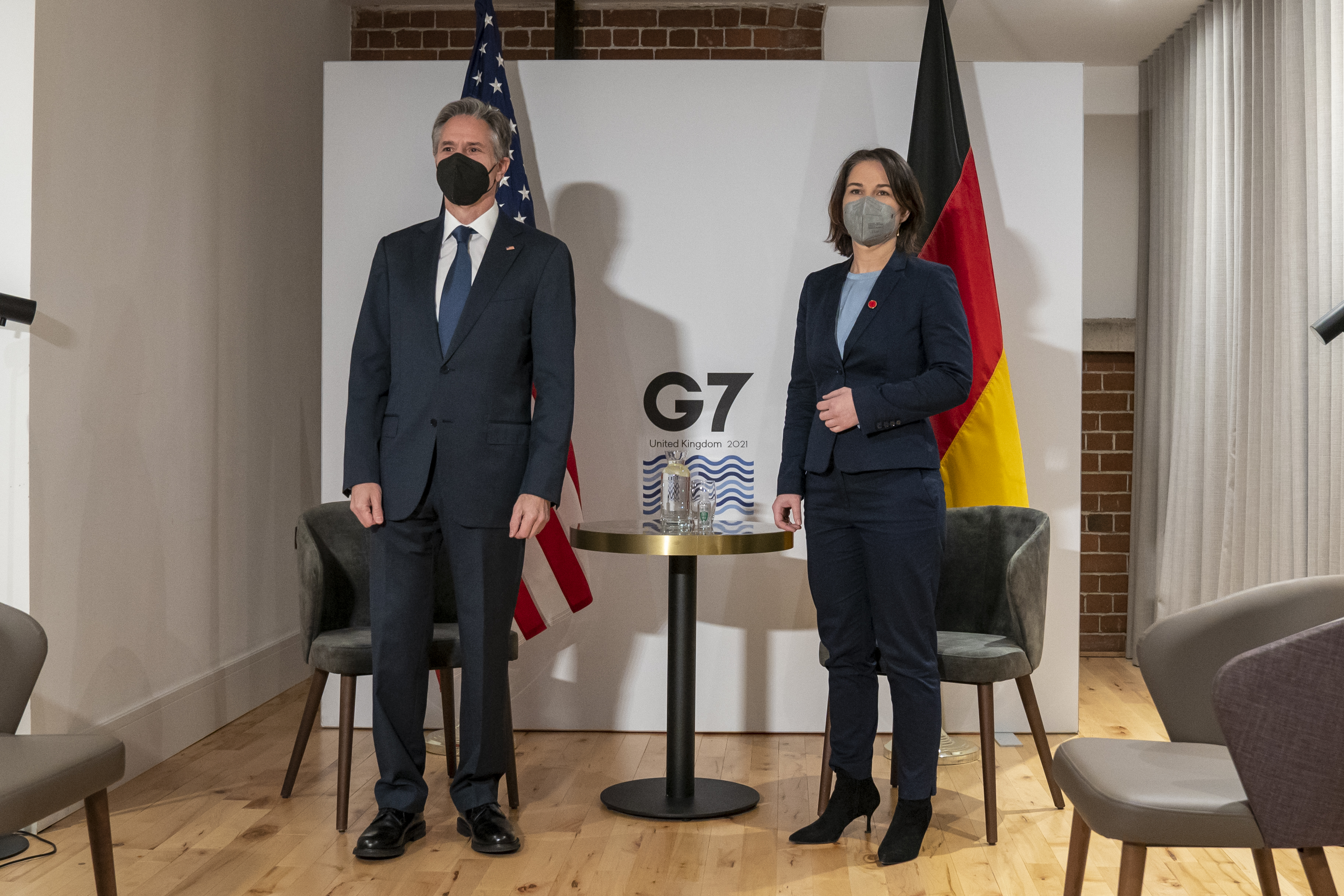
Il ministro degli esteri Annalena Baerbock con il segretario di Stato americano Antony Blinken, a Liverpool, nel Regno Unito, il 10 dicembre 2021

A seguito delle elezioni del 2021, i Verdi hanno accettato di entrare al governo con l'FDP e i socialdemocratici, come parte di una coalizione guidata da Olaf Scholz. Baerbock è stata nominata ministro degli esteri ed è entrata in carica l'8 dicembre 2021, la prima donna in assoluto a ricoprire il ruolo.
Baerbock ha visitato Varsavia nel dicembre 2021 per incontrare il ministro degli esteri polacco Zbigniew Rau. I due hanno discusso della controversia della Polonia con l'UE sullo Stato di diritto e sulla superiorità del diritto dell'Unione europea. Baerbock ha sostenuto gli sforzi della Polonia per fermare il flusso di migranti in cerca di ingresso dalla Bielorussia. Ha poi rifiutato l'idea di pagare le riparazioni della seconda guerra mondiale alla Polonia. La Germania afferma ancora che la Polonia ha rinunciato a tutti i diritti di riparazione con l'accordo del 1953 e che la controversia è risolta. La Polonia respinge questa visione, affermando che il governo polacco era allora sotto l'influenza dell'Unione Sovietica e che il suo rifiuto del 1953 non è vincolante.
Il 23 dicembre 2021 Baerbock ha avvertito che l'Afghanistan si sta "dirigendo verso la peggiore catastrofe umanitaria del nostro tempo", con i principali settori economici al collasso e oltre 24 milioni di persone che hanno bisogno di assistenza umanitaria. Ha detto: "Non possiamo permettere che centinaia di migliaia di bambini muoiano perché non vogliamo agire". Ha anche promesso di accelerare l'evacuazione di oltre 15.000 afghani vulnerabili, tra cui il personale che lavorava per la Germania e i loro familiari.
Ha promosso la restituzione di circa 1 000 manufatti alla Nigeria, sottratti come bottino di guerra durante il periodo coloniale britannico, in parte venduti in Germania e conservati in diversi musei ed istituzioni culturali tedesche. Il 20 dicembre 2022 si è recata ad Abuja per partecipare alle cerimonia di consegna di 20 bronzi del Benin, realizzati tra il XII secolo ed il XVII secolo nel Regno del Benin, divenuto protettorato dell'Impero britannico nel 1897.
Cessa ufficialmente l’incarico il 6 maggio 2025, giorno dell’entrata in carica del Governo Merz.

## Vita privata
Sposata con Daniel Holefleisch, ha due figlie e vive a Potsdam. Ex atleta nel trampolino elastico, in gioventù ha vinto per tre volte la medaglia di bronzo ai campionati nazionali di ginnastica. Pochi giorni dopo la nomina a ministro, il marito Daniel ha lasciato il lavoro alle poste tedesche per aiutare la moglie in casa con le figlie. A novembre 2024 la coppia ha reso nota la separazione.

## Posizioni politiche

### Politica energetica, climatica e ambientale

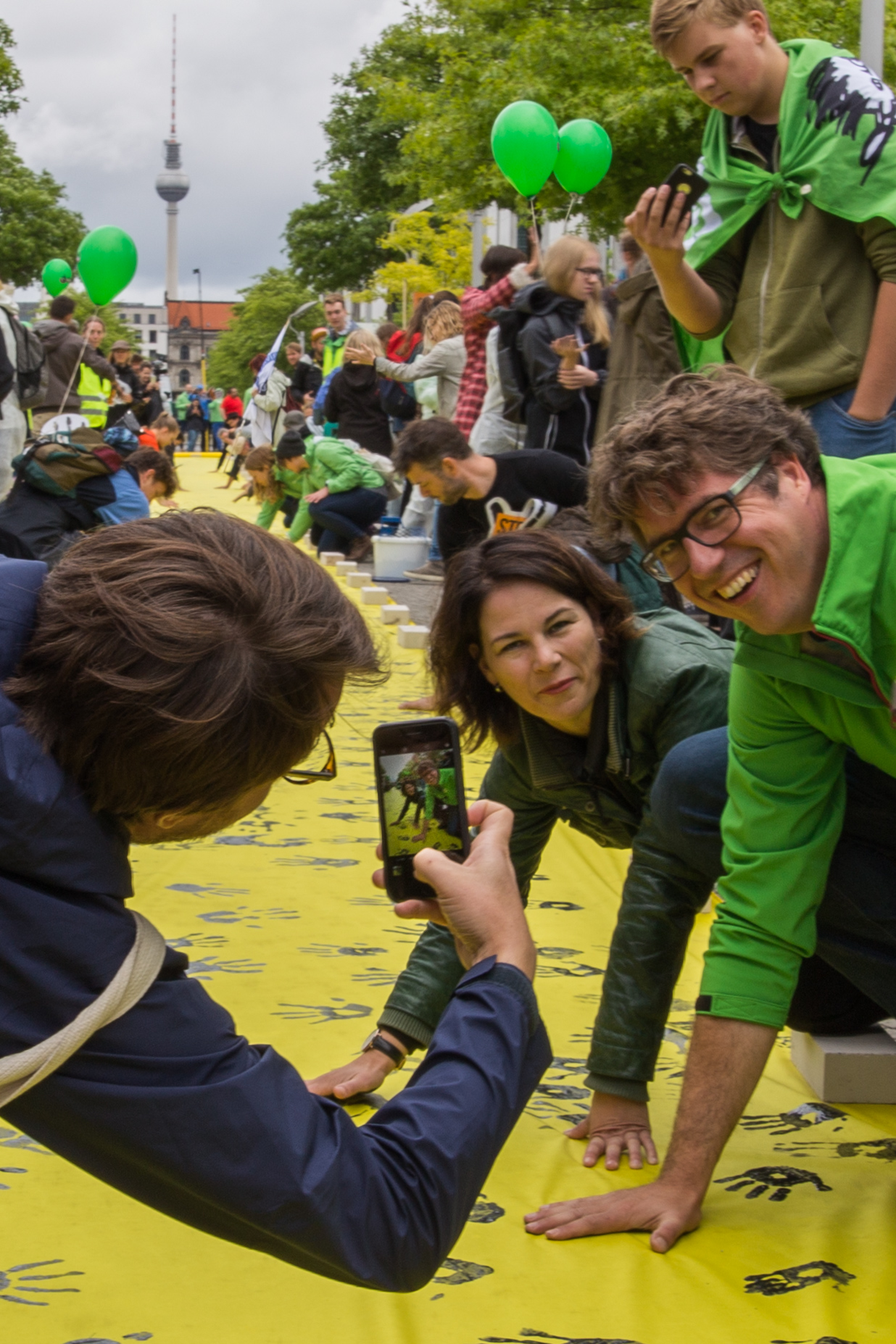
Baerbock (a sinistra) con il segretario del Partito Verde Michael Kellner a una protesta contro il carbone a Berlino nel 2018

Baerbock ha chiesto un'eliminazione graduale del carbone entro il 2030, un limite di velocità di 130 chilometri all'ora, e "al più tardi dal 2030" solo l'immatricolazione di nuove auto a zero emissioni in modo da ridurre i gas serra del 70% rispetto al 1990 e ritiene che le tariffe climatiche siano concepibili. Propone di fissare a 60 euro la tonnellata il costo delle emissioni di CO2 già dal 2023 contro i 55 euro nel< 2025 indicati dalla maggioranza Cdu-Csu/Spd. "Le sovvenzioni agricole dovrebbero basarsi sul bene comune, non sulla regione. Gli agricoltori dovrebbero essere in grado di guadagnare dalla protezione del clima", e le popolazioni animali e la produzione di carne dovrebbero essere "significativamente ridotte". Inoltre nuove regole per gli allevamenti: lotta alla carne low cost e ogni allevamento non potrà tenere capi di bestiame per più di mille chili ogni ettaro di superficie. Per loro, "la politica climatica non è una contraddizione con l'economia" e si tratta di "portare la Germania nel 21º secolo come luogo industriale - alla luce dell'accordo sul clima di Parigi". Entro il 2035 i voli interni tedeschi diventeranno nei tragitti brevi superflui migliorando la rete ferroviaria. Infine i Verdi hanno il "principio di apertura alla tecnologia".

### Politica europea per i migranti
In occasione della giornata mondiale contemporanea dei rifugiati e del vertice UE, Baerbock ha chiesto il 20 giugno 2019 ai capi di Stato e di governo di "decidere finalmente una quota generosa per il volo legale verso l'Europa", nonché una distribuzione congiunta dei rifugiati e un programma immediato per istituire una missione europea di salvataggio marittimo.
Dopo un grave incendio nel campo profughi greco di Moria nel 2020, Baerbock ha chiesto alla Germania di accogliere 5.000 persone vulnerabili, e che i campi greci siano evacuati e le persone portate in salvo. Ha aggiunto che "la Germania deve agire non solo da oggi, ma per anni". Ha inoltre proposto l'istituzione di strutture di prima accoglienza alle frontiere esterne dell'UE, dove i rifugiati possano essere "rapidamente registrati, sottoposti a un controllo di sicurezza e all'abbinamento dei dati" in modo che possano essere distribuiti il più rapidamente possibile nell'UE e quindi avviare procedure di asilo.

### Politica estera
Baerbock chiede "un più forte impegno comune europeo per la politica di difesa". Ha detto: "L'Europa gira da anni, l'amministrazione Trump ha voltato le spalle al mondo. Il divario che si è creato è colmato da Stati autoritari". Quindi, se l'Occidente non vuole lasciare il campo a Stati come Cina, Russia o Turchia, l'Unione europea deve prendere più sul serio il suo "ruolo di pace" nel mondo. Baerbock chiede anche il ritiro di tutte le armi nucleari degli Stati Uniti dall'Europa.
Nel gennaio 2021, Baerbock ha criticato la fondazione ambientale statale del Meclemburgo-Pomerania Anteriore, che dovrebbe anche proteggere l'ulteriore costruzione del gasdotto del Mar Baltico Nord Stream 2 dalle interferenze degli Stati Uniti. Nella FAZ, ha detto: "È semplicemente scandaloso che i fondi russi vengano utilizzati per finanziare una fondazione sotto le spoglie della protezione del clima, che è solo per il completamento del gasdotto. Non solo in termini di politica climatica, ma soprattutto geostrategicamente".

### Politica economica
La "località industriale Germania" dovrebbe essere mantenuta, ma la crescita deve avvenire "nel senso di un'economia di mercato sociale-ecologica, all'interno dei confini planetari". Occorre introdurre una tassa sui grandi patrimoni e aumentare il salario minimo garantito a 12 euro. Gli obiettivi di protezione del clima devono essere "interconnessi" con la politica economica e promossi, tra le altre cose, il sostegno alle start-up, la digitalizzazione, una più rapida espansione delle infrastrutture e delle reti.

### Gestione della pandemia

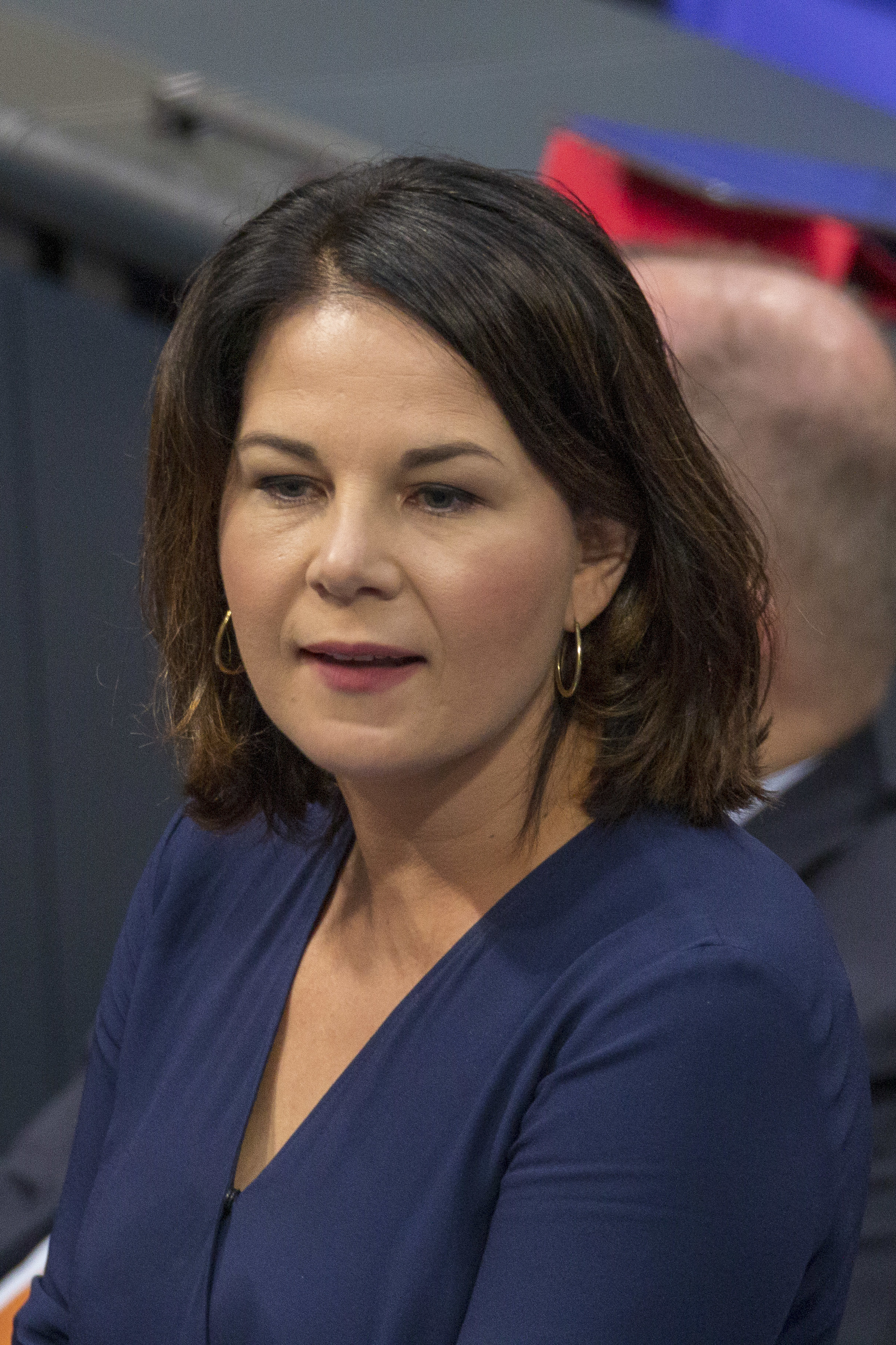
Annalena Baerbock al Bundestag (2020)

Al fine di migliorare l'apprendimento scolastico dei bambini durante la pandemia di COVID-19, Baerbock ha presentato un "piano in 8 punti" nel novembre 2020, in cui ha proposto, tra l'altro: filtri dell'aria mobili per le aule, modelli changing anche per gli scuolabus, test rapidi per il COVID-19, riunioni di apprendimento a distanza per gli insegnanti, un adattamento "a misura di bambino" delle regole di quarantena, un'apertura anche per i fornitori stranieri di reti a banda larga, l'istituzione di un "Centro federale per l'educazione digitale e mediatica", il reclutamento di "contatti digitali" nelle scuole, l'uso di biblioteche e musei come spazio di apprendimento per i bambini socialmente svantaggiati. Ha anche chiesto il diritto all'assistenza all'infanzia per i genitori single, l'assistenza di emergenza in tutte le scuole e asili nido e un "benefit COVID per ogni bambino".